# セシリー・ストロング
セシリー・ストロング（Cecily Legler Strong, 1984年2月8日 - ）は、アメリカ合衆国イリノイ州生まれの女優・コメディエンヌ。

## 略歴
イリノイ州スプリングフィールドで生まれ、オークパークで育った。オークパーク＆リバーフォレスト高校からシカゴ・アカデミー・フォー・ジ・アーツに編入し、2002年に卒業。卒業後はカリフォルニア芸術大学へ進学し、BFA（美術学士 Bachelor of Fine Arts）の学位を取得し、2006年に卒業。シカゴへ移り、セカンドシティやIO Theaterで修練を積む。
セカンドシティでレギュラーの座を得た彼女はシカゴやニューヨークで行われた数々のコメディ大会に出場したあと、2012年9月15日より『サタデー・ナイト・ライブ』の準レギュラーとなる。2013年(シーズン39)にはセス・マイヤーズやコリン・ジョーストとともにウィークエンド・アップデートのアンカーをつとめていたが、シーズン40からはコントに集中したいという本人の要望もあり、レギュラー・メンバーとしてコントで活躍している。

## サタデー・ナイト・ライブ

### 有名人の物真似レパートリー
- キャサリン妃
- カルメン・イジョゴ
- アリソン・ウィリアムズ
- グロリア・エステファン
- クロエ・カーダシアン
- リンダ・キャリス（マイケル・ブルームバーグの手話通訳係）
- アリアナ・グランデ
- ジル・ケリー（デヴィッド・ペトレイアス元CIA長官の不倫を告発した女性）
- マリオン・コティヤール
- ケンダル・ジェンナー
- ストーミー・ダニエルズ
- イヴァナ・トランプ
- メラニア・トランプ
- フラン・ドレシャー
- エリン・バーネット（CNNニュースキャスター）
- アンジェリカ・ヒューストン
- ポーラ・ブロードウェル（デヴィッド・ペトレイアス元CIA長官の不倫相手）
- ソフィア・ベルガラ
- ブルック・ボールドウィン（CNNニュースキャスター）
- レイチェル・マドー
- タラ・リピンスキー
- ラナ・デル・レイ
- ミシェル・ロドリゲス

### 番組内キャラクター
- パーティに行った時に会話したくないタイプの女性（「ウィークエンド・アップデート」コーナー）
- カイラ（「ガールフレンド・トーク・ショー」の準司会）
- ダナ（ニフ（演：ボビー・モイニハン）と共に同僚に悪態をつく店員）

## フィルモグラフィー

### 映画
| 年   | タイトル                                                          | 役名                 | 備考     | 吹替                   |
| ---- | ----------------------------------------------------------------- | -------------------- | -------- | ---------------------- |
| 2012 | How to Sponsor a Uterus                                           | Karen Rigsby         | 短編映画 | N/A                    |
| 2015 | ブロンズ! 私の銅メダル人生 The Bronze                             | ジャニス             |          | ニケライ・ファラナーゼ |
| 2015 | Slow Learners                                                     | Amber the ex         |          | N/A                    |
| 2015 | マダム・メドラー おせっかいは幸せの始まり The Meddler             | ジリアン             |          | 白石涼子               |
| 2015 | スタテン・アイランド・サマー Staten Island Summer                 | マリー・エレン       |          | TBA                    |
| 2016 | メリッサ・マッカーシー in ザ・ボス 世界で一番お金が好き! The Boss | ダナ・ダンドリッジ   |          | TBA                    |
| 2016 | ゴーストバスターズ Ghostbusters                                   | ジェニファー・リンチ |          | 石塚理恵               |
| 2018 | The Female Brain                                                  | Zoe                  |          | N/A                    |
| 2022 | Sparring Partner                                                  | Woman                | 短編映画 | N/A                    |
| 2023 | レオ Leo                                                          | マルキン先生         | 声の出演 | 磯辺万沙子             |
| 2024 | ねこのガーフィールド The Garfield Movie                           | マージー             | 声の出演 | 浅野まゆみ             |

### テレビ
| 年        | タイトル                                                                      | 役名               | 備考                  | 吹替     |
| --------- | ----------------------------------------------------------------------------- | ------------------ | --------------------- | -------- |
| 2012-2022 | サタデー・ナイト・ライブ Saturday Night Live                                  | 本人               | 計213話出演           | N/A      |
| 2016      | スクリーム・クイーンズ Scream Queens                                          | Catherine Hobart   | 計1話出演             | TBA      |
| 2018      | ザ・シンプソンズ The Simpsons                                                 | Megan Matheson     | 計1話出演             | TBA      |
| 2018      | Nature Cat                                                                    | Petunia            | 計1話出演             | N/A      |
| 2019      | ル・ポールのドラァグ・レース: オールスターズ RuPaul's Drag Race All Stars     | 本人               | 計1話出演             | N/A      |
| 2019      | ティム・ロビンソンのコントシリーズ I Think You Should Leave with Tim Robinson | ブレンダ           | 計1話出演             | N/A      |
| 2020      | Loafy                                                                         | Becca              | メインキャスト        | N/A      |
| 2021      | That Damn Michael Che                                                         | Woman in elevator  | 計1話出演             | N/A      |
| 2021-2023 | シュミガドーン! Schmigadoon!                                                  | メリッサ・ギンブル | メインキャスト 兼製作 | 藤田奈央 |
| 2024-2025 | Last Week Tonight with John Oliver                                            | Various            | 計2話出演             | N/A      |